# Elsegem
Elsegem is een dorp in de Belgische provincie Oost-Vlaanderen en een deelgemeente van Wortegem-Petegem, het was een zelfstandige gemeente tot aan de gemeentelijke herindeling van 1971. Elsegem ligt aan de Schelde, tegen de grens met West-Vlaanderen.

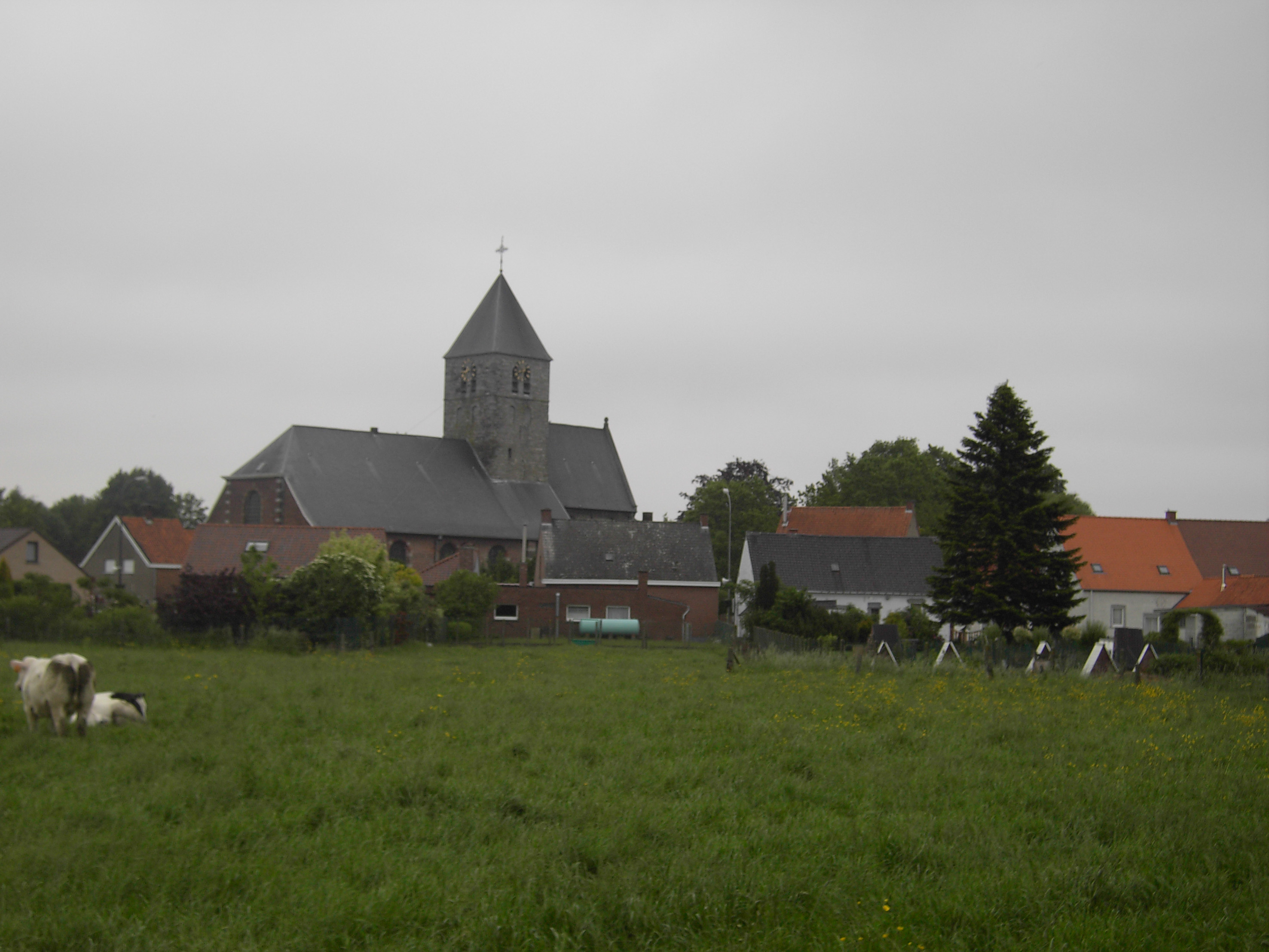
Dorpsbeeld met de Sint-Mauruskerk

## Geschiedenis
Een vermelding van het dorp vindt men voor het eerst in 1166, als Hessenghem. Het betreft de samenvoeging van een persoonsnaam en de -heim (woonplaats) uitgang.
Elsegem was een parochie en heerlijkheid in de Kasselrij Oudenaarde. Ze behoorde toe aan de familie van Aubremont. In 1623 trad Anna d' Aubremont, dame van Elsegem, in het huwelijk met Pierre de Berghes-Saint-Winnoc. Hun kleinzoon Jan Jozef, burggraaf van Sint-Winoksbergen, verkocht in 1718 zijn heerlijkheid Elsegem aan Jan Baptist van Ghellinck, ridder van het Heilig Rijk.
Het klooster van Elsegem werd gesticht door Bernard Van den Bossche, heer van Brakele, alias Bernard van Brakele, zoon van Gilles, en gebouwd op een leen, t Goet te Baerse of Wippelgem genaamd. Het werd in 1782 op last van Keizer Jozef II gesloten. Van dit klooster is nog een orgel overgebleven van de orgelbouwer Van Peteghem, dat zich sinds 1782 in de Sint-Corneliuskerk van Sint-Kornelis-Horebeke bevindt.

## Demografische ontwikkeling
- Bronnen:NIS, Opm:1831 tot en met 1970=volkstellingen

## Bezienswaardigheden
- Sint-Mauruskerk en omgeving werd in 1980 en 2001 als monument beschermd.[1] In de kerk bevindt zich een zeldzame 17de-eeuwse orgelkast.[2]
- het Domein de Ghellinck
- op het kerkhof liggen de graven van vier Britse gesneuvelden uit de Eerste Wereldoorlog.[3]

## Natuur en landschap
Elsegem ligt in Zandlemig Vlaanderen op een hoogte van 12 tot 55 meter. Het dorp ligt aan de Schelde. Vanuit het dorp heeft men uitzicht op de Vlaamse Ardennen

## Nabijgelegen kernen
Petegem-aan-de-Schelde, Wortegem, Gijzelbrechtegem, Kaster, Kerkhove